# Przywrócenie terminu
Przywrócenie terminu – instytucja procesowa, której celem jest ochrona uczestnika postępowania przed negatywnymi dla niego skutkami uchybienia terminowi do wykonania danej czynności prawnej.
W postępowaniu cywilnym wyłączono możliwość wnioskowania o przywrócenie terminu, jeśli uchybienie nie wywołuje dla strony ujemnych skutków procesowych, a po roku od uchybienia można przywrócić termin jedynie w wyjątkowych wypadkach.

## Cechy wspólne instytucji we wszystkich procedurach
Warunkami od których uzależnione jest przywrócenie terminu są:
- wniosek uprawnionego podmiotu
- brak jego winy w uchybieniu terminowi
- wniosek musi zostać wniesiony w ustawowo określonym terminie, liczonym od dnia ustania przyczyn uchybienia
- jednocześnie z wnioskiem należy dokonać czynności procesowej, dla której określony był termin.

## Różnice pomiędzy procedurami
W procedurze administracyjnej podmiotem uprawnionym do złożenia wniosku (w Kodeksie postępowania administracyjnego nazywanego „prośbą”) jest osoba zainteresowana, natomiast w procedurach cywilnej, karnej, wykroczeniowej i administracyjnosądowej podmiotem tym jest strona.
Inny jest też sposób określenia terminu, w którym można wnieść wniosek o przywrócenie terminu. W postępowaniu karnym, wykroczeniowym, administracyjnym i administracyjnosądowym jest to siedem dni, a w postępowaniu cywilnym tydzień. 